# William Pitt Leleiôhoku
William Pitt Leleiohoku (født 10. januar 1854, død 9. april 1877) var prins af Kongeriget Hawaii og medlem af regeringen House of Kalakaua.
Han var også en anerkendt musiker, som grundlagde flere institutioner, der stadigvæk findes. 
Som musiker skrev han en del sange som:
- Adios Ke Aloha
- Kaua I Ka Huahua`i (melodi brugt til sangen Hawaiian War Chant)
- Wahine Hele La